# Station Sint-Huibrechts-Lille
Station Sint-Huibrechts-Lille is een voormalig spoorwegstation langs spoorlijn 19 in Sint-Huibrechts-Lille, een deelgemeente van de gemeente Pelt.
0,0: Mol ·
2,9: Gompel ·
4,7: Balen-Wezel ·
8,7: Balen-Werkplaatsen ·
10,7: Lommel-Werkplaatsen ·
13,8: Lommel ·
18,6: Lommel-Werkplaatsen ·
21,5: Overpelt ·
22,8: Neerpelt ·
27,4: Sint-Huibrechts-Lille ·
30,9: Hamont